# David Parlett

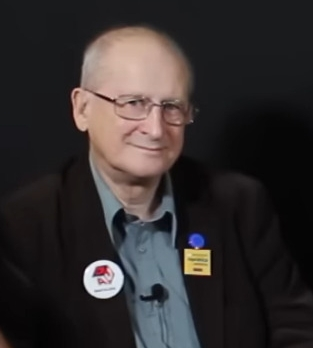
David Parlett, 2017

David Sidney Parlett (* 18. Mai 1939 in London) ist ein britischer Spieleautor und Experte für Kartenspiele. Bekannt wurde er vor allem als Autor des Spiels Hase und Igel, das er 1973 erfand und welches als erstes Spiel 1979 den Preis Spiel des Jahres erhielt. Außerdem ist er Autor zahlreicher Veröffentlichungen über Kartenspiele, darunter das Standardwerk Oxford Guide to Card Games.

## Leben
David Parlett studierte zunächst Französisch und Deutsch in Aberystwyth in Wales, wo er 1961 seinen Abschluss machte. Er lehrte sechs Jahre lang Französisch an einer Schule; anschließend erstellte er technische Beschreibungen bei einer PR-Agentur für Werbepublikationen für Architektur. Bevor er sich intensiver mit Spielen auseinandersetzte, übersetzte er die Carmina Burana in englische Verse. Er wurde Autor und Kritiker des Spielemagazins Games and Puzzles und ein Jahr lang sein Herausgeber. 1974 kam sein Spiel Hase und Igel in England bei Intellect Games heraus und 1975 wurde Parlett Freiberufler in Sachen Spiele. 1977 erschien sein erstes Spiele-Buch „Teach Yourself Card Games for Three“, es folgten weitere Bücher und Spiele. 1978 erschien Hase und Igel dann bei Ravensburger. Durch die Spiel-des-Jahres-Auszeichnung wurde das Spiel millionenfach verkauft. 2000 begründete er die Britische Skat-Vereinigung mit, der er heute als Präsident vorsteht.
1996 veröffentlichte er eine Übersetzung der Carmina Burana in englische Verse.
Parlett lebt in London. Mit seiner Frau Barbara hat er zwei Kinder.

## Auszeichnungen
Neben dem Spiel Hase und Igel, das über 2 Millionen Mal verkauft und in 10 Sprachen übersetzt wurde, erhielt der Spieleautor Auszeichnungen für:
- Asterix – Das Kartenspiel à la carte Kartenspielpreis Platz 9 (1992)
- Alles für die Katz, à la carte Kartenspielpreis Platz 7 (2000)

## Ludografie
Außer den erwähnten Spielen umfasst seine Ludografie unter anderen:
- Ninety-nine, ein Kartenspiel
- The puzzle of Oz
- Shoulder to Shoulder
- Pot Black, ein Würfelspiel
- Rainbow" Junior, eine Scrabble-Variante
- Asterix – Das Kartenspiel
- Die Gnümies
- LifeCards
- All Around the House game

## Bücher (Auswahl)
Parlett verfasste insgesamt über 50 Schriften und Bücher, die teilweise in 5 Sprachen erschienen, darunter
- The Penguin Encyclopedia of Card Games, 2. Auflage, London 2000 (Erstauflage London 1979), ISBN 978-0140280326.
- The Oxford Dictionary of Card Games, Oxford 1992, ISBN 978-0198691730.
- Teach Yourself Card Games, Blacklick (OH), ISBN 978-0071482585.
- The Oxford History of Board Games, Oxford 1999, ISBN 978-0192129987.
- Family Card Games
- The Guinness Book of Word Games, 	Enfield 1995, ISBN 978-0851126791.
- Know the Game: Patience
- Solitaire: Aces Up and 399 other Card Games, New York 1979, ISBN 978-0394510460.
- Selections from the Carmina Burana: a verse translation with notes and introduction, London 1996, ISBN 978-0140444407.